# Radioimunoesej
Radioimunoesej (engl. radiommunoassay) (RIA) ili radioimunotest je laboratorijska pretraga koja služi za određivanje koncentracije antigena (najčešće razina hormona u krvi, ali i drugih antigena poput bakterijskih) pomoću protutijela (antitijela). 

## Opis
Pretraga se zasniva na mjerenju omjera vezanog i slobodnog, radioaktivnom tvari obilježenog antigena (najčešće hormona), nakon davanja nepoznate količine neobilježenog antigena u smjesu obilježenog antigena i vezne bjelančevine. Primjerice, za određivanje hormona štitnjače poznata količina antigena (hormona) se označi radioaktivnim, izotopom joda vezanim s tirozinom.  Ovaj se radiooznačeni antigen (hormon) onda pomiješa s poznatim količinom antitijela za taj antigen, a kao rezultat toga, komponente će se kemijski vezati jedna s drugom. Potom se dodaje uzorak seruma bolesnika, koji sadrži nepoznatu količinu tog istog antigena (hormona). Radioaktivnom tvari neoznačeni (ili "hladni") antigeni iz seruma natječu se s radiooznačenim ("vrućim") antigenima za mjesta vezivanja antitijela (receptore). Ako se koncentracija "hladnih" antigena povećava, više se hladnih antigena veže za antitijela, istiskujući obilježenu varijantu. Tako se smanjuje odnos između obilježenih i neobilježenih antigena koja se vežu za antigene. Na ovaj način, na receptore vezani antigeni odvojeni su od onih nevezanih te se radioaktivnosti slobodnog antigena koji se nije vezao za antitijelo mjeri s gama brojačem radioaktivnosti, nakon čega se posebnim softverom izračunava krivulja vezivanja antigena (hormona) iz pacijentovog seruma (vidi Scintilator).
Ova je metoda jako osjetljiva i specifična, i nije skupa, ali je za njezino izvođenje potrebna posebna oprema. Čitav proces zahtijeva posebne mjere opreza i licenciranje, jer su tvari koje se koriste radioaktivne, tako da spada u opseg rada nuklearne medicine. 
|  | Molimo pročitajte upozorenje o korištenju medicinskih informacija. Ne provodite liječenje bez savjetovanja s liječnikom! |